# Changan Deepal G318

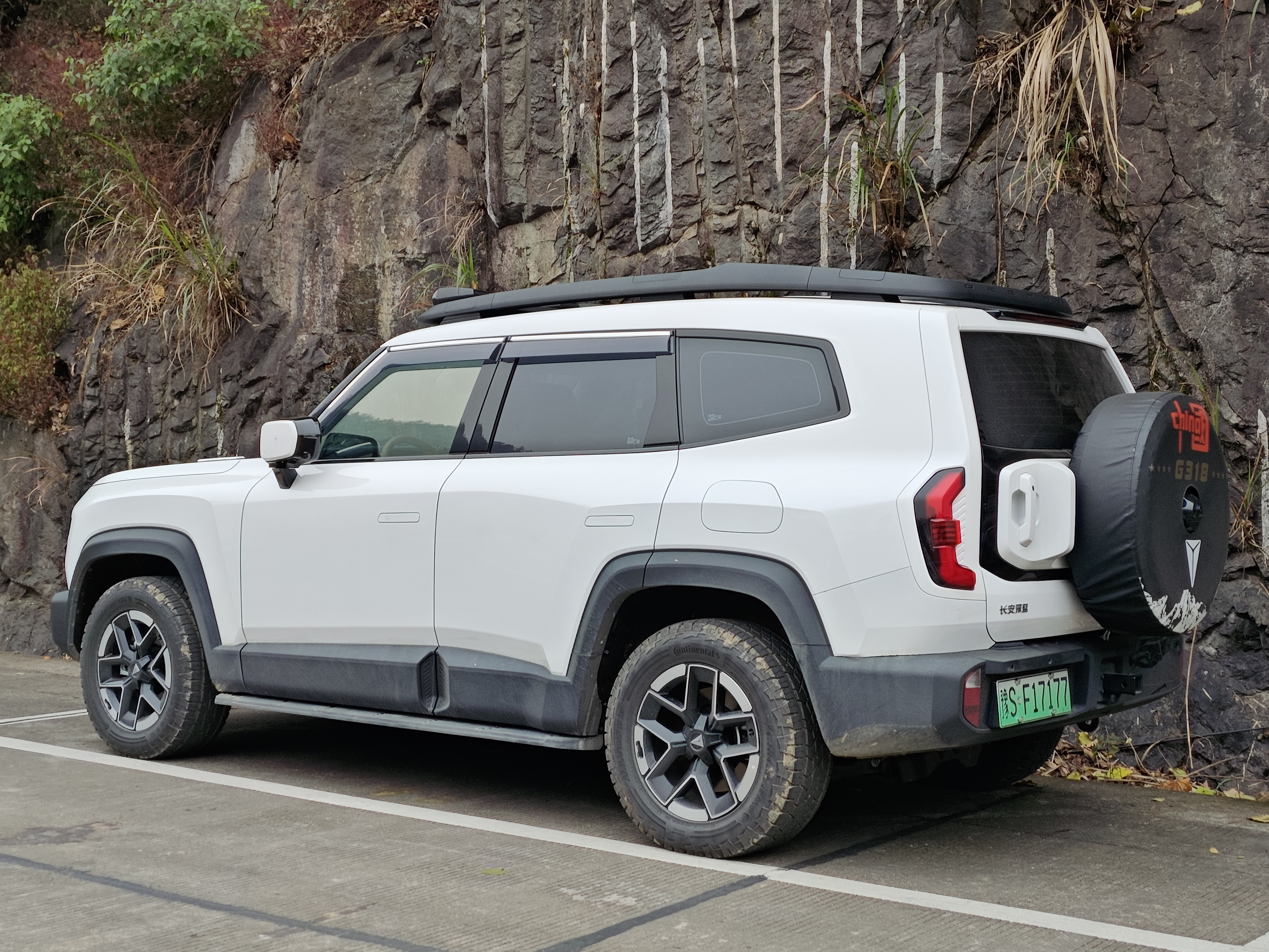
Heckansicht

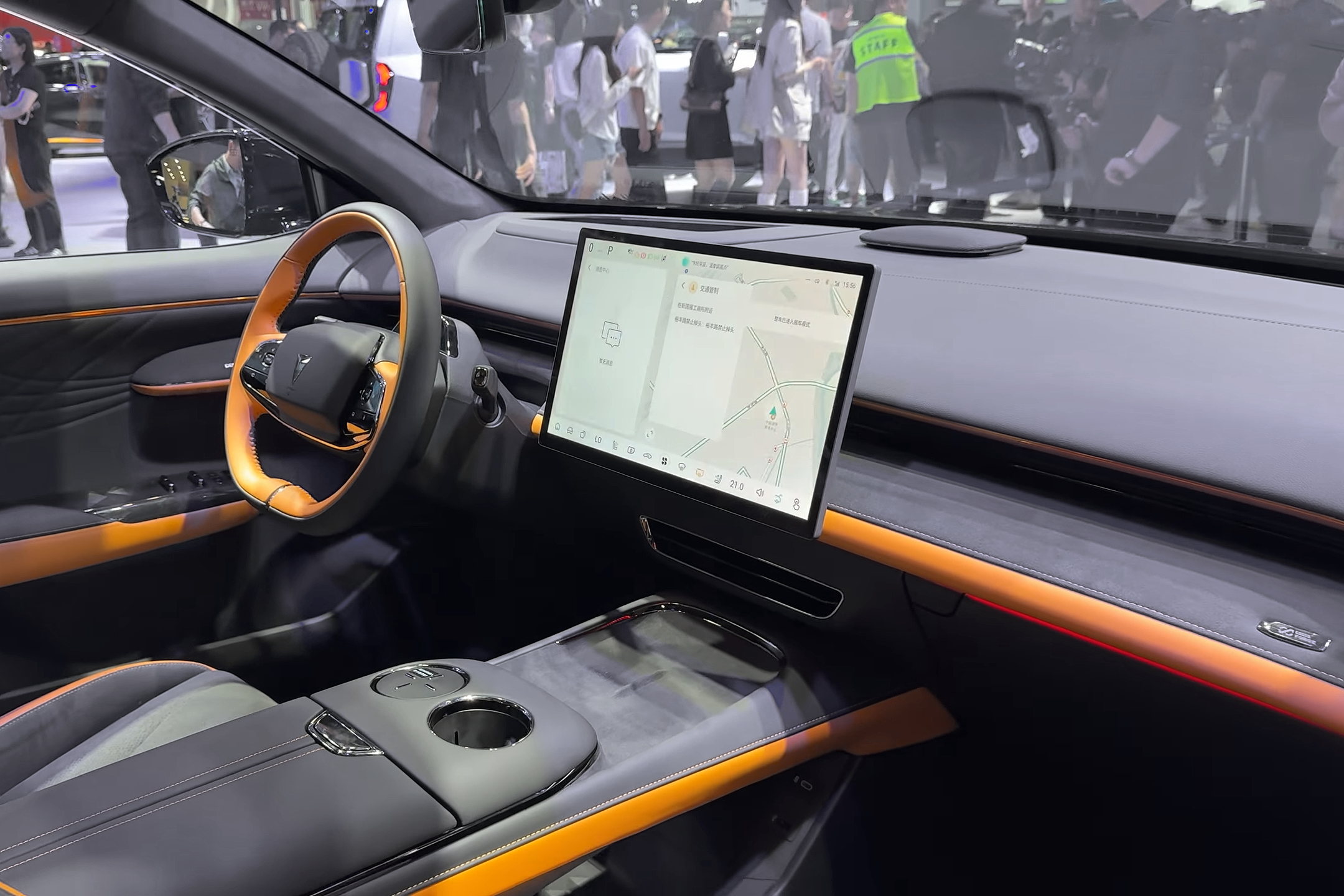
Innenansicht

Der Changan Deepal G318 ist ein Geländewagen der zu Changan gehörenden Submarke Deepal.

## Geschichte
Erste Bilder des Fahrzeugs wurden am 11. Januar 2024 von Changan veröffentlicht. Kurz darauf wurden technische Informationen durch das chinesische Ministerium für Industrie und Informationstechnik publiziert. In China kam der Geländewagen am 13. Juni 2024 auf den Markt. Im Juli 2025 wurde bekannt, dass der Wagen auch in Russland angeboten werden soll.
Benannt ist der Wagen nach der chinesischen Nationalstraße 318. Als Konkurrenzmodelle der Baureihe werden unter anderem der Tank 400 und der Fangchengbao Leopard 5 genannt.

## Technik
Den Deepal G318 gibt es mit Hinterrad- oder Allradantrieb. Beide Ausführungen haben einen aufgeladenen 1,5-Liter-Ottomotor mit einer maximalen Leistung von 110 kW (150 PS). Dieser dient als Reichweitenverlängerer für einen (Hinterradantrieb) oder zwei (Allradantrieb) Elektromotoren. Für die Version mit Hinterradantrieb stehen zwei Akkus zur Wahl. Der kleinere Akku hat einen Energieinhalt von 18,99 kWh, der größere von 35,07 kWh. Die Version mit Allradantrieb gibt es nur mit dem größeren Akku. Es ist jeweils ein Lithium-Eisenphosphat-Akku, der am Stromnetz aufgeladen werden kann.
Der über fünf Meter lange Geländewagen hat eine Bodenfreiheit von 27,8 Zentimeter und einen Böschungswinkel von 27 Grad vorn und 31 Grad hinten. An der Kofferraumtür ist ein Ersatzrad angebracht.

## Technische Daten
| Kenngrößen                                        | 2WD                         | 2WD                         | 4WD                             |
| ------------------------------------------------- | --------------------------- | --------------------------- | ------------------------------- |
| Bauzeitraum                                       | 06/2024–04/2025             | seit 06/2024                | seit 06/2024                    |
| Motorkenndaten                                    |                             |                             |                                 |
| Motortyp                                          | Elektromotor + R4-Ottomotor | Elektromotor + R4-Ottomotor | 2 Elektromotoren + R4-Ottomotor |
| Hubraum                                           | 1497 cm³                    | 1497 cm³                    | 1497 cm³                        |
| max. Leistung Elektromotor (hinten)               | 185 kW (252 PS)             | 185 kW (252 PS)             | 185 kW (252 PS)                 |
| max. Leistung Elektromotor (vorne)                | —                           | —                           | 131 kW (178 PS)                 |
| max. Leistung Verbrennungsmotor bei min−1         | —                           | —                           | 110 kW (150 PS) / 5000          |
| max. Systemleistung                               | 185 kW (252 PS)             | 185 kW (252 PS)             | 316 kW (430 PS)                 |
| max. Drehmoment Elektromotor (hinten)             | 310 Nm                      | 310 Nm                      | 310 Nm                          |
| max. Drehmoment Elektromotor (vorne)              | —                           | —                           | 262 Nm                          |
| max. Drehmoment Verbrennungsmotor bei min−1       | —                           | —                           | 220 Nm / 3200–4200              |
| max. Systemdrehmoment                             | 310 Nm                      | 310 Nm                      | 572 Nm                          |
| Kraftübertragung                                  |                             |                             |                                 |
| Antrieb                                           | Hinterradantrieb            | Hinterradantrieb            | Allradantrieb                   |
| Getriebe                                          | 1-Stufen-Reduktionsgetriebe | 1-Stufen-Reduktionsgetriebe | 1-Stufen-Reduktionsgetriebe     |
| Messwerte                                         |                             |                             |                                 |
| Leergewicht                                       | 2060 kg                     | 2190–2280 kg                | 2360 kg                         |
| Höchstgeschwindigkeit                             | 175 km/h                    | 175 km/h                    | 185 km/h                        |
| Beschleunigung, 0–100 km/h                        | 8,3 s                       | 8,6 s                       | 5,9–6,3 s                       |
| Kraftstoffverbrauch auf 100 km (kombiniert, WLTP) | 2,0 l Super                 | 1,1–1,4 l Super             | 1,3–1,7 l Super                 |
| Tankinhalt                                        | 60 l                        | 60 l                        | 60 l                            |
| Energieinhalt Lithium-Eisenphosphat-Akkumulator   | 18,99 kWh                   | 35,07 kWh                   | 35,07 kWh                       |
| Elektrische Reichweite nach WLTP                  | 77 km                       | 142–146 km                  | 138–142 km                      |
| Abgasnorm                                         | China VI                    | China VI                    | China VI                        |